# Commanderie de Balizy
La commanderie de Balizy, également désignée sous le vocable de Temple de Balisy, était une maison templière puis hospitalière située dans le département de l'Essonne, entre les communes de Longjumeau et d'Épinay-sur-Orge.

## Historique
La date de sa fondation remonte en 1288, après que Jehan de la Tour ait acheté 1 400 livres parisis un terrain au seigneur Guillaume Bataille. Ces terres relevant directement de la couronne, c'est le Roi Philippe IV le Bel qui entérina l'achat par une charte datée d'octobre 1289,,.
Le domaine consistait en un bâtiment en forme de pavillon, une chapelle et 110 arpents de terre avec haute, moyenne et basse justice, four banal et autres droits seigneuriaux comme le droit de pêche dans l'Yvette depuis le gril de la prairie de Balisy jusqu'au moulin de Gravigny, le droit de pâture à la Jonchère et au Roullon. Ils possédaient aussi le cens à Balisy, Lonjumeau, Gravigny, Ralainvilliers, Hozay et Lay.
La commanderie de Balizy, avec la dévolution des biens de l'ordre du Temple, est donnée aux Hospitaliers de l'ordre de Saint-Jean de Jérusalem. La chapelle est desservie par frère Regnault Gouré, un religieux de l'Ordre qui reçut la jouissance viagère, en récompense de ses services, contre la somme d'une maille d'or à 25 sols tournois.
Les revenus de la commanderie sont de 30 livres en 1529, de 100 livres en 1571, de 800 livres en 1635, de 1 400 livres en 1643 et de 4 000 livres en 1757,.
La Révolution française fit éclater le domaine en dix-neuf parcelles vendues à différents propriétaires.

### Commandeurs
Liste des commandeurs templiers
| Nom du commandeur  | Dates             |
| Jehan de la Tour I | à partir de 1288. |

### Possessions
Outre les terrains alentour, à Gravigny, la commanderie de Balizy avait des possessions :
- Membre de Noray à Nozay
- Membre de Chilly à Chilly

## Hydrographie
La commanderie de Balizy est traversé par le Rouillon et son affluent le ruisseau de la Grange du Breuil. Un petit affluent de ce ruisseau, le ru des Templiers, prend sa source au sud-est du domaine. Quelques vestiges non restaurés se trouvent à cet endroit au lieu-dit la Fontaine des Templiers.

### Restauration du pont des Templiers
C'est un vieux pont de pierres, perdu dans le sous-bois de Balizy. Trois arches traversent le Rouillon et soutiennent une route cahoteuse, aux pavés usés par les siècles. Découvert en 1930 par monsieur Chaudin, archéologue, le pont des Templiers, a été inscrit au titre des monuments historiques le 11 octobre 1930. Il est régulièrement restauré depuis 1967 par l’Association Renaissance et Culture de Longjumeau. En 1974, ces ouvriers amateurs ont découvert une croix potencée gravée dans la pierre, dont la date est incertaine, car pouvant avoir été gravée par les Templiers, comme par les Hospitaliers.

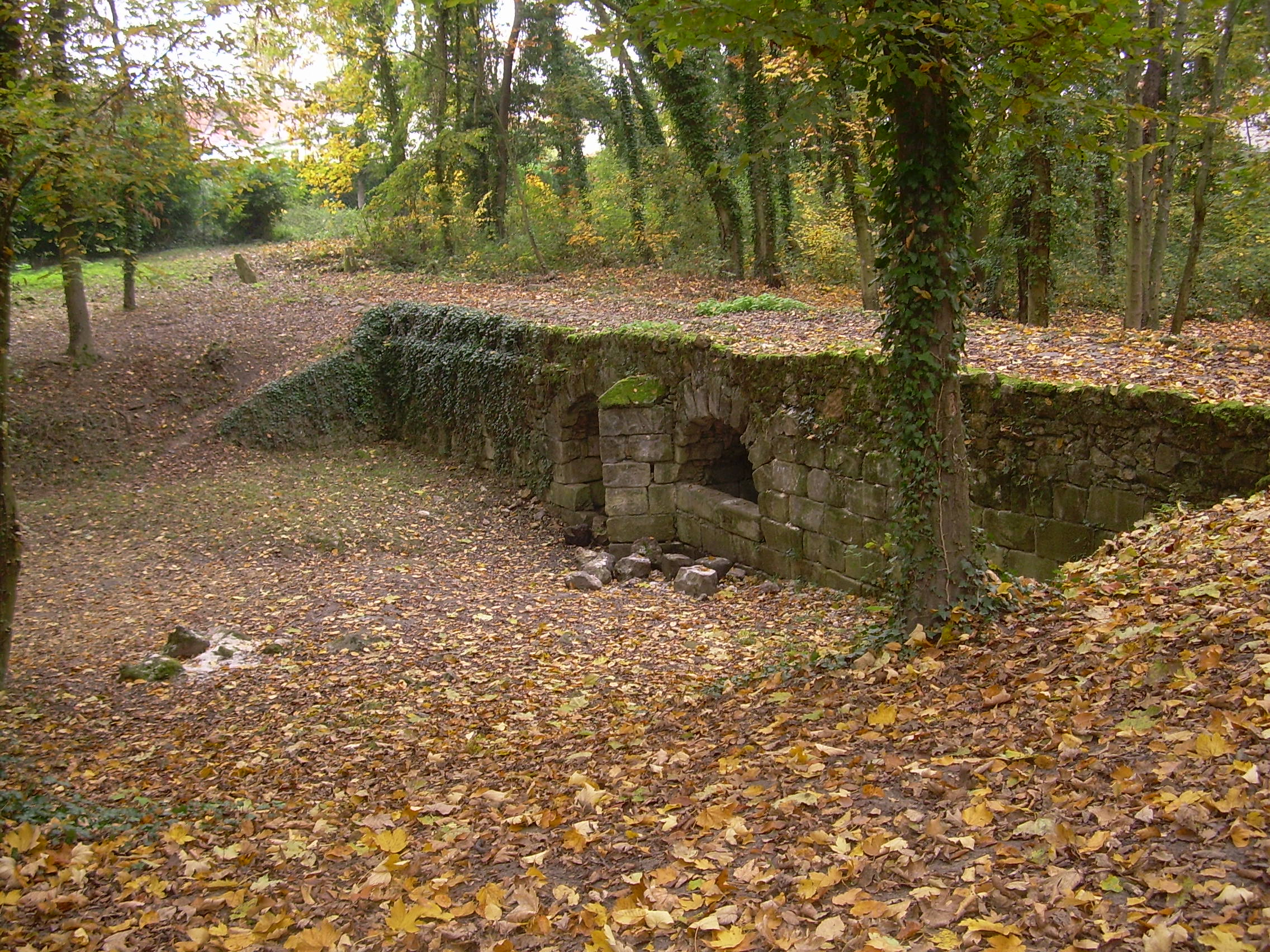
Arches secondaires.
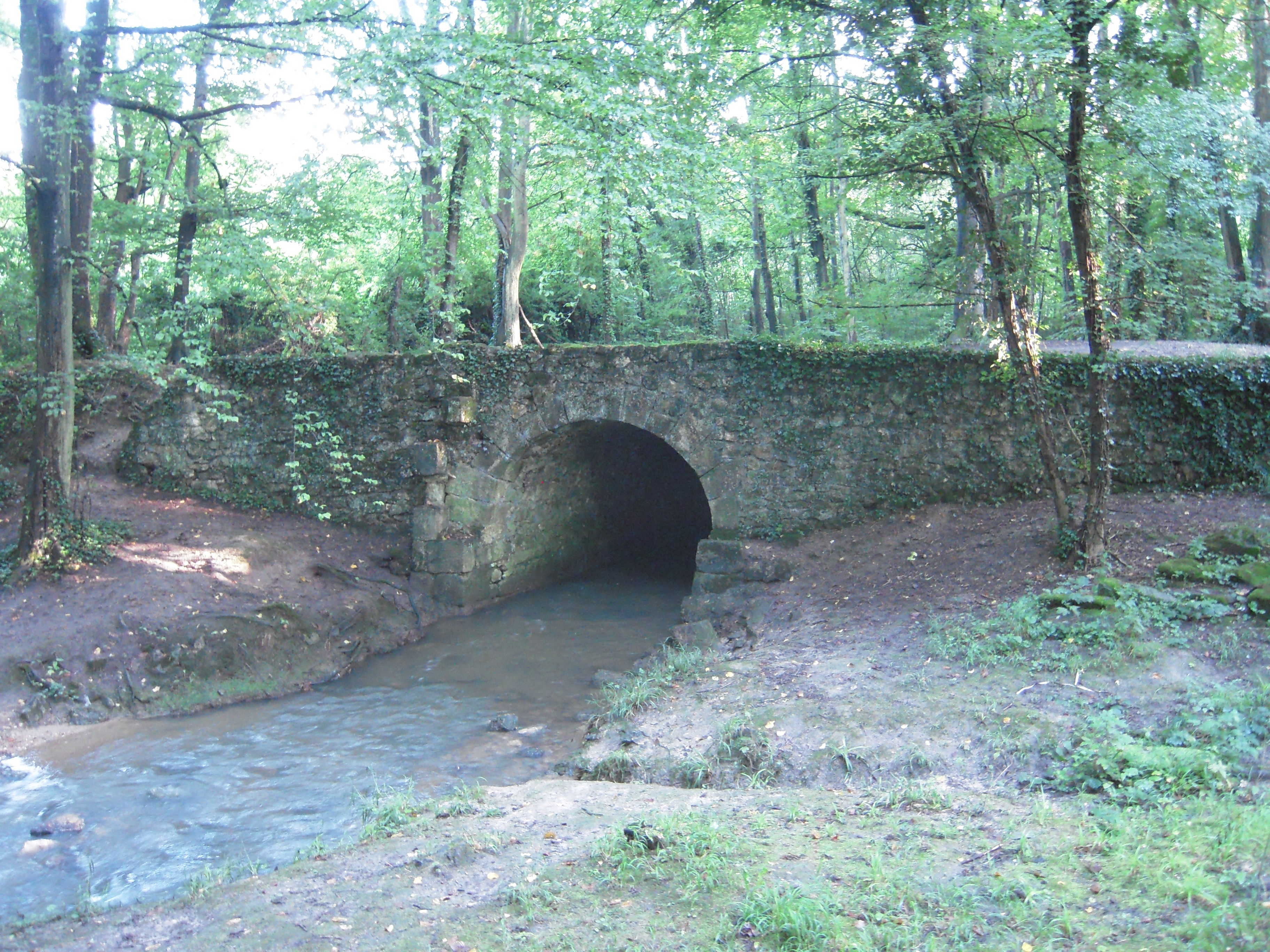
Arche principale.
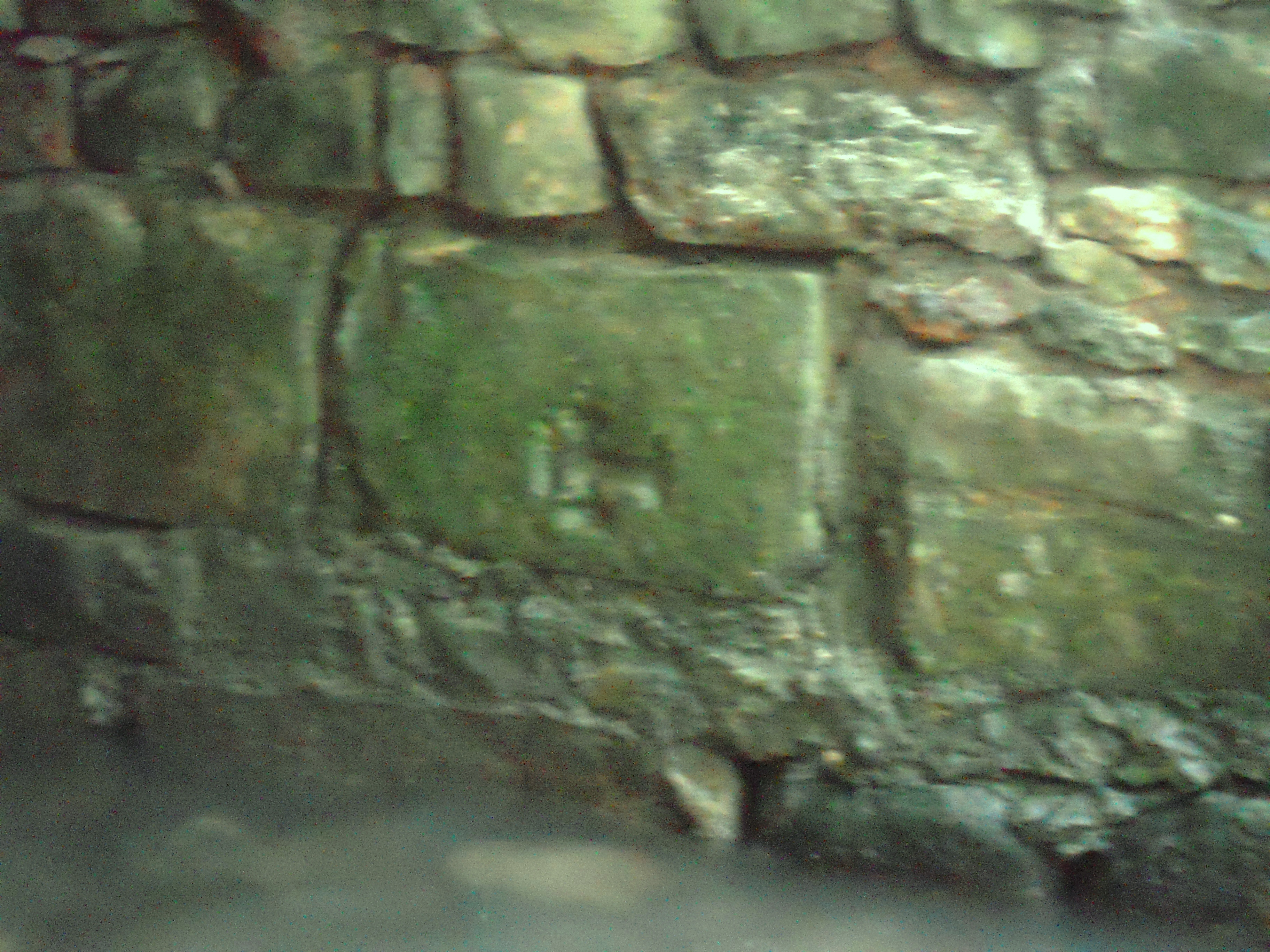
Croix potencée gravée à la base de l'arche principale.